# Josef Kohler
Josef Kohler (9 de Março de 1849, Offenburg - 3 de Agosto de 1919, Charlottenburg) foi um advogado e escritor alemão.

## Biografia
Kohler, filho de um professor de escola primária, estudou nas Universidades de Heidelberg e Freiburg, passou no primeiro exame de estado em 1871 e no segundo em 1873 (ambos com honras) e concluiu o doutorado em 1873 (com tese sobre o direito privado francês).
Em 1874, praticou a advocacia brevemente e atuou como juiz do condado de Mannheim. No biênio 1877/78 publicou uma dissertação de dois volumes, uma apresentação básica do direito de patentes. Em 1878, foi convocado (meso sem habilitação) por Bernhard Windscheid à Universidade de Würzburg. Em 1888, mudou-se para a Universidade de Berlim, onde lecionou direito civil, direito comercial e penal, processo civil e filosofia jurídica.
Kohler pesquisou e trabalhou em quase todas as áreas do direito. Este contém cerca de 2 500 publicações, incluindo cerca de 100 monografias. Seu trabalho sobre o direito de propriedade intelectual (patente, marca registrada e, direito autoral) bem como suas obras sobre a história jurídica e o direito comparado, são considerados obras fundamentais.
Kohler também era apreciador da música, assim compôs diversas músicas, embora não tenha alcançado o reconhecimento da massa nesse ramo. Mas alcançou no ramo da advocacia uma excelente reputação internacional. Em 1886, recebeu uma oferta inusitada para a época, para lecionar em Tóquio, a qual ele recusou. Em 1904, a Universidade de Chicago concedeu-lhe um doutorado honorário, o monarca alemão Kaiser Wilhelm II enviou-lhe um telegrama parabenizando-o pela ocasião.  Kohler também encontrou-se com o presidente americano Theodore Roosevelt, que o recebeu na Casa Branca. Também conheceu o eminente advogado americano Oliver Wendell Holmes.

## Obras
A lista de obras de Josef Kohler inclui aproximadamente 2 500 títulos, identificando como um acadêmico extremamente prolífico e versátil, com foco no direito comparado, matéria que já aplicou nos primeiros trabalhos em 1878. Também o levou à consideração etnológica de sistemas jurídicos não europeus, como o cuneiforme. Já naquele ano, co-fundou a revista para o direito comparado (). Desde 1909, também publicou em conjunto com Ernst Rabel, o , um periódico francês-alemão de direito comparado.
No campo do direito de patentes, ele estabeleceu a teoria do esgotamento, segundo a qual os direitos de uma patente expiram (esgotam-se) quando o objeto protegido for colocado no mercado interno com o consentimento do titular da patente.  Em 1959, sua definição de patente foi adotada na Lei de Patentes Japonesa.
Com base na sua pesquisa sobre direito de patentes, ele também se dedicou à lei de direitos autorais, onde complementou a abordagem até então puramente proprietária com aspectos da lei da personalidade com seu termo "lei de propriedade intelectual ". Seu ensino prevaleceu contra a teoria da propriedade intelectual fundada por Rudolf Klostermann com base no direito natural.
Ele também se dedicou particularmente às fontes do direito, sobre as quais escreveu obras críticas.  Por exemplo, em 1900, juntamente com Willy Scheel, publicou o Código Penal Constitutio Criminalis Carolina, mas também participou de edições de textos jurídicos assírios, babilônicos e gregos antigos.
Em seus últimos anos, voltou-se para a filosofia do direito. Suas reflexões levaram a uma interpretação científica-cultural do direito, que ele considerou como direito natural do respectivo período cultural, seguindo os pensamentos de Hegel e Schopenhauer . Em 1907, foi o fundador do arquivo de filosofia jurídica e econômica juntamente com Fritz Berolzheimer. Dois anos depois, ele co-fundou a Associação Internacional de Filosofia Jurídica e Econômica (desde 1933: Associação Internacional de Filosofia Jurídica e Social).
Sua visão abrangente da jurisprudência o qualificou após a morte de Franz von Holtzendorff, para ser o editor da revisão de sua Enciclopédia de Jurisprudência, que foi publicada em 1904 pela primeira vez e teve sua segunda edição publicada em 1917.
Seu interesse pela literatura o levou, por um lado, a considerações jurídicas sobre obras literárias, por exemplo de Shakespeare. Também foi um escritor literário e publicou complementos à obras de Dante Alighieri e Francesco Petrarca, mas também o pensamento de Lao Tzu. Ele também publicou o romance autobiográfico "Eine Faustnatur".  Ele ainda escreveu uma peça e vários artigos sobre tópicos culturais.

### O Carimbo Kohler
Um exemplo do esforço de Kohl para compreender, "construir" e inserir no sistema da ciência jurídica a legislação, a jurisprudência e a prática comercial diária do seu tempo, contra a jurisprudência conceitual, particularmente em novos campos do direito, foi sua preocupação com os selos. Uma de suas próprias publicações classificadas como subproduto foi seu ensaio sobre selos de 1892, oito anos antes da entrada em vigor do Código Civil (BGB) de 1900.  Este ensaio, é praticamente o primeiro trabalho abrangente sobre o caráter jurídico do selo de 50 anos, que é de fundamental importância para o direito civil e penal.  Kohler caracterizou a aquisição de um selo como uma compra de um documento civil-legal no sentido de um documento ao portador , que certifica uma reivindicação de dívida.  Sob a lei criminal, os selos estão, portanto, sujeitos à lei de falsificação de documentos. Josef Kohler moldou assim a opinião prevalecente da lei e prática alemã durante toda uma geração. A teoria do selo de Kohler foi representada pela última vez no Reich alemão em 1929, pelo advogado de Hamburgo Oswald Lassally em seu artigo na revista Juristische Rundschau .
Após a privatização do serviço postal em uma decisão de 2005, o Tribunal Federal de Justiça da Alemanha tratou da natureza jurídica do selo e citou o trabalho de Kohler como "fundamental" para o antigo status jurídico.

## Recepção e comemoração
A historiadora suíça  escreveu sobre o legado de Kohler na história dos direitos autorais, na introdução de sua tese de habilitação, publicada em 2014.
Desde a primavera de 2012, o " para o Direito da Propriedade Intelectual" foi estabelecido na Universidade Humboldt, em Berlim.

## Leitura Complementar
- Bernhard Großfeld: Josef Kohler (1849-1919). In: Festschrift 200 Jahre Juristische Fakultät der Humboldt-Universität zu Berlin. De Gruyter, Berlin 2010, S. 375–404.
- Johann Adrian, Wilhelm Nordemann, Artur A. Wandtke (Hrsg.): Josef Kohler und der Schutz des geistigen Eigentums in Europa. Berlin-Verlag, Berlin 1996.
- Barbara Dölemeyer: „Das Urheberrecht ist ein Weltrecht“. Immaterialgüterrecht und Rechtsvergleichung bei Josef Kohler. In: Elmar Wadle (Hrsg.): Historische Studien zum Urheberrecht in Europa (= Schriften zur Europäischen Rechts- und Verfassungsgeschichte. Band 10). Berlin 1993, S. 139–150.
- Adalbert Erler: Josef Kohler. In: Handwörterbuch zur deutschen Rechtsgeschichte (HRG). II. Band, Schmidt, Berlin 1992, Sp. 925–927.
- Sérgio Fernandes Fortunato: Kohler, Josef. In: Handwörterbuch zur deutschen Rechtsgeschichte (HRG). 2. Auflage. II. Band, Schmidt, Berlin 2012, Sp. 1936.
- Norbert Gross: Josef Kohler - Das Leben eines Universalgelehrten In: Zeitschrift für Geistiges Eigentum, Bd. 6 (2014), S. 407 ff.
- Norbert Gross: Josef Kohler. Lebenspfade eines badischen Universaljuristen. Karlsruhe 2009, ISBN 978-3-922596-78-3
- Norbert Gross: Josef Kohler - Wege zu einem deutschen Wettbewerbsrecht. In: Hans-Jürgen Ahrens, Joachim Bornkamm, Hans Peter Kunz-Hallstein (Hrsg.): Festschrift für Eike Ullmann. 2006, S. 615 ff.
- Hans Kelsen: Hundredth Birthday of Josef Kohler. In: American Journal of International Law. Bd. 43, Nr. 2, April 1949, S. 346 f.
- Rainer Maria Kiesow: Josef Kohlers Poesie. In: Rainer Maria Kiesow u. a. (Hrsg.): Summa – Dieter Simon zum 70. Geburtstag. Frankfurt am Main 2005, ISBN 3-465-03433-3, S. 297–318 (online bei google.books).
- Arthur Kohler u. a.: Josef-Kohler-Bibliographie. Verzeichnis aller Veröffentlichungen und hauptsächlichen Würdigungen. Mit einem Bild Josef Kohlers von Alfred Enke. Rothschild, Berlin Grunewald 1931.
- Rolf Kreimer: Josef Kohler. In: Bernhard Großfeld (Hrsg.) Rechtsvergleicher – verkannt, vergessen, verdrängt. Münster u. a. 2000, S. 145 ff.
- Klaus Luig, ed. (1980). «Kohler, Josef». Neue Deutsche Biographie (NDB) (em alemão). 12. 1980. Berlim: Duncker & Humblot. pp. 425 et seq.. (NDB). Band 12, Duncker & Humblot, Berlin 1980, ISBN 3-428-00193-1, S. 425 f. (Digitalisat).
- Klaus Luig: Joseph Kohler. In: Michael Stolleis (Hrsg.): Juristen. Beck, München 1995, S. 351 f.
- Ingeborg Malek-Kohler: Im Windschatten des dritten Reiches. Begegnungen mit Filmkünstlern und Widerstandstkämpfern. Freiburg 1986, S. 25 ff.
- Ingeborg Malek-Kohler, Heinz Püschel: Auf den Spuren Josef Kohlers. In: UFITA. Bd. 139 (1999), S. 5 ff.
- Kirsten Nies: Wissenschaft in Berlin: Der Rechtsgelehrte Josef Kohler – Prophet einer Epoche? In: Mitteilungen des Vereins für die Geschichte Berlins. II, 2007, DNB 010054162, S. 476–484.
- Kirsten Nies: „Die Geschichte ist weiter als wir“. Zur Entwicklung des politischen und völkerrechtlichen Denkens Josef Kohlers in der Wilhelminischen Ära. Berlin 2009. (Rezension in: Neue Juristische Wochenschrift. 14 (2010), njw aktuell, S. 64.)
- Kirsten Nies: Vom „Caligula“ zum Pazifismus. Ludwig Quidde und Josef Kohler in der Deutschen Friedensgesellschaft. In: Quellen und Forschungen aus italienischen Archiven und Bibliotheken. Hrsg. Deutsches Historisches Institut in Rom. De Gruyter, Berlin 2008, S. 556–568.
- Eva-Inés Obergfell: Die Bedeutung Josef Kohlers und die Fortentwicklung seiner Ideen im modernen Immaterialgüterrecht In: Zeitschrift für Geistiges Eigentum, Bd. 6 (2014), S. 397 ff.
- Albert Osterrieth: Josef Kohler, ein Lebensbild. Berlin 1920.
- Louis Pahlow: Josef Kohler (1848-1919). In: Simon Apel, Louis Pahlow, Matthias Wießner (Hrsg.): Biographisches Handbuch des Geistigen Eigentums, Mohr Siebeck, Tübingen 2017, S. 165–173.
- Gerold Schmidt: Verstößt die Ausgabe hoheitlicher „Postwertzeichen“ gegen Art. 87f GG? In: NJW. 51. Jg., 1998, S. 200–204.
- Günter Spendel: Josef Kohler. Bild eines Universaljuristen. Heidelberg 1983.
- Günter Spendel: Josef Kohler (1848–1919). In: Lebensbilder bedeutender Würzburger Professoren. 1995, S. 178–203.
- Günter Spendel: Josef Kohler (1848–1919). In: Zeitschrift der Savigny-Stiftung für Rechtsgeschichte. Germanistische Abteilung, Bd. 113 (1996), S. 434 ff.

## Ligações Externas
- Literatura de e sobre Josef Kohler (em alemão) no catálogo da Biblioteca Nacional da Alemanha